# Mirjana Lučić
Mirjana Lučić-Baroni (Dortmund, 9 de março de 1982) é uma tenista profissional croata-alemã inativa. Especialista em duplas, conquistou um Grand Slam, ao lado de Martina Hingis. Não joga desde o início de 2018.

## Grand Slam finais

### Duplas (1–0)
| Posição | Ano  | Torneio             | Piso | Parceira       | Oponentes                         | Placar        |
| ------- | ---- | ------------------- | ---- | -------------- | --------------------------------- | ------------- |
| Campeã  | 1998 | Aberto da Austrália | Duro | Martina Hingis | Lindsay Davenport Natasha Zvereva | 6–4, 2–6, 6–3 |

### Duplas Mistas (0–1)
| Posição | Ano  | Torneio   | Piso  | Parceira        | Oponentes                  | Placar   |
| ------- | ---- | --------- | ----- | --------------- | -------------------------- | -------- |
| Vice    | 1998 | Wimbledon | Grama | Mahesh Bhupathi | Serena Williams Max Mirnyi | 4–6, 4–6 |

### WTA Simples (5)
| Legenda: Antes de 2009  | Legenda: Começando in 2009 |
| ----------------------- | -------------------------- |
| Grand Slam torneios (0) |                            |
| WTA Championships (0)   |                            |
| Tier I (0)              | Premier Mandatory (0)      |
| Tier II (0)             | Premier 5 (0)              |
| Tier III (0)            | Premier (0)                |
| Tier IV & V (2)         | International (0)          |
| ITF Titulos (3)         |                            |

| N. | Data              | Torneio     | Piso   | Oponente na Final  | Placar da Final     |
| 1. | Maio 4, 1997      | Bol         | Saibro | Corina Morariu     | 7–5, 6(4)–7, 7–6(5) |
| 2. | Agosto 5, 1997    | Makarska    | Saibro | Sandra Dopfer      | 6–1, 6–4            |
| 3. | Maio 3, 1998      | Bol         | Saibro | Corina Morariu     | 6–4, 6–2            |
| 4. | Abril 11, 2010    | Jackson     | Saibro | Jamie Hampton      | 7–5, 6–3            |
| 5. | Setembro 26, 2010 | Albuquerque | Duro   | Lindsay Lee-Waters | 6-1, 6–4            |

### Duplas (3)
| Legenda: Antes de 2009     | Legend: Começando em 2009 |
| -------------------------- | ------------------------- |
| Grand Slam tournaments (1) |                           |
| WTA Championships (0)      |                           |
| Tier I (1)                 | Premier Mandatory (0)     |
| Tier II (0)                | Premier 5 (0)             |
| Tier III (0)               | Premier (0)               |
| Tier IV & V (0)            | International (0)         |
| ITF Titulos (1)            |                           |

| N. | Data              | Torneio   | Piso        | Parceira       | Oponente na final                 | Placar        |
| 1. | Dezembro 16, 1996 | Salzburgo | Carpete (I) | Chanda Rubin   | Anca Barna Adriana Barna          | 6-3, 6-2      |
| 2. | Fevereiro 1, 1998 | Melbourne | Duro        | Martina Hingis | Lindsay Davenport Natasha Zvereva | 6-4, 2-6, 6-3 |
| 3. | Fevreiro 8, 1998  | Tokyo     | Carpete (I) | Martina Hingis | Lindsay Davenport Natasha Zvereva | 7-5, 6-4      |

## Vice-Campeonatos (2)

### Simples (1)
- 1997: Strasbourg (perdeu para Steffi Graf)

### Doubles (1)
- 1998: Bol (com Joannette Kruger)